# SINGLES+1
『SINGLES+1』（シングルス・プラスワン）は、1998年ビーイングより発売のDEEN初のベストアルバム。

## 作品の解説
- デビューシングル「このまま君だけを奪い去りたい」から14thシングル「遠い空で」までのシングル曲に加え、長野オリンピック公式PRソング「銀色の夢 〜All over the world〜」が収録されている。
- 「銀色の夢 〜All over the world〜」は発売を考えての制作ではなく、オリンピックを支えるボランティアへの応援歌ということで作った曲。そのため、当時ファンの間では、幻のレア・トラックになるのではと言われていた。
- ボーカルの池森秀一は、発売の際に「ディスコグラフィーの様な匂いがしたほうがいいと思い、全曲オリジナルに近い形で収録した」と、1998年に放送されたCD NEWSでの「銀色の夢 〜All over the world〜」のビデオクリップ紹介時にコメントを寄せている。
- 2019年現在、DEEN最後のオリコンチャート1位獲得作品（ただし映像作品を除く）。
- 歌詞ページの公衆電話の所に、ビーイングのURLが書いてある。
- ベストアルバムではあるがDEEN公式サイトでは｢3rd Album｣[1]という扱いになっている｡そのため次作｢The DAY｣は｢4th Album｣[2]と記載されている｡

## 収録曲
| #         | タイトル                            | 作詞                 | 作曲                 | 編曲       | 時間  |
| --------- | ----------------------------------- | -------------------- | -------------------- | ---------- | ----- |
| 1.        | 「このまま君だけを奪い去りたい」    | 上杉昇               | 織田哲郎             | 葉山たけし | 4:41  |
| 2.        | 「翼を広げて」                      | 坂井泉水             | 織田哲郎             | 葉山たけし | 5:14  |
| 3.        | 「Memories」                        | 池森秀一・井上留美子 | 織田哲郎             | 葉山たけし | 4:29  |
| 4.        | 「永遠をあずけてくれ」              | 川島だりあ           | 栗林誠一郎           | 葉山たけし | 4:57  |
| 5.        | 「瞳そらさないで」                  | 坂井泉水             | 織田哲郎             | 葉山たけし | 4:42  |
| 6.        | 「Teenage dream」                   | 坂井泉水             | 栗林誠一郎           | 葉山たけし | 4:36  |
| 7.        | 「未来のために」                    | 池森秀一             | 池森秀一・宇津本直紀 | 古井弘人   | 4:43  |
| 8.        | 「LOVE FOREVER」                    | 山本ゆり             | 田川伸治             | 葉山たけし | 4:31  |
| 9.        | 「ひとりじゃない」                  | 池森秀一             | 織田哲郎             | 古井弘人   | 3:57  |
| 10.       | 「SUNSHINE ON SUMMER TIME」         | 池森秀一             | 宇津本直紀           | 古井弘人   | 4:16  |
| 11.       | 「素顔で笑っていたい」              | 池森秀一             | 織田哲郎             | 池田大介   | 4:19  |
| 12.       | 「君がいない夏 」                   | 小松未歩             | 小松未歩             | 池田大介   | 4:22  |
| 13.       | 「夢であるように」                  | 池森秀一             | DEEN                 | 池田大介   | 4:39  |
| 14.       | 「遠い空で」                        | 小松未歩             | 吉江一男・小松未歩   | 池田大介   | 4:37  |
| 15.       | 「銀色の夢 〜All over the world〜」 | 池森秀一             | 山根公路             | 池田大介   | 4:28  |
| 合計時間: | 合計時間:                           | 合計時間:            | 合計時間:            | 合計時間:  | 68:31 |

## 楽曲解説
●: オリコン1位獲得曲　★: ミリオンヒット曲
1. このまま君だけを奪い去りたい★
1stシングル。WANDSの上杉昇の提供作。自身最大のセールスを記録した作品。
作詞者の上杉昇がWANDSにてセルフカバーしている[3]。また、作曲者の織田哲郎がセルフカバーしている[4]。
2. 翼を広げて
2ndシングル。アルバム初収録。ZARDの坂井泉水の提供作。
作詞者の坂井泉水がZARDとしてセルフカバーしている[5]。また、作曲者の織田哲郎がセルフカバーしている[6]。
3. Memories
3rdシングル。
4. 永遠をあずけてくれ
4thシングル。
作曲者の栗林誠一郎がセルフカバーしている[7]。
5. 瞳そらさないで●★
5thシングル。ZARDの坂井泉水の提供作。
作詞者の坂井泉水がZARDとしてセルフカバーしている[8]。
6. Teenage dream
6thシングル。坂井泉水の提供作。
作詞者の坂井泉水がZARDとしてセルフカバーしている[9]。
7. 未来のために●
7thシングル。アルバム初収録。
池森が初めてA面で作詞作曲を行った曲。
8. LOVE FOREVER
8thシングル。
両A面であったが、「少年」は収録されなかった。
9. ひとりじゃない
9thシングル。
10. SUNSHINE ON SUMMER TIME
10thシングル。
11. 素顔で笑っていたい
11thシングル。
12. 君がいない夏
12thシングル。アルバム初収録。小松未歩の提供作。
作詞作曲した小松未歩がセルフカバーしている[10]。
13. 夢であるように
13thシングル。アルバム初収録。
DEENの楽曲人気投票で第1位を獲得した曲。作曲がDEEN名義になっている。
14. 遠い空で
14thシングル。アルバム初収録。小松未歩の提供作に吉江一男が参加した作品。
作詞作曲した小松未歩がセルフカバーしている[11]。
15. 銀色の夢 〜All over the world〜
新曲。長野オリンピックのPRソングとして制作された。
この曲には英語版が存在する。各国からボランティアが来るため、ボランティア団体の代表の方から「英語版を作ってほしい」と頼まれて制作。他国のボランティアの方々に渡した。
田川がベースを弾いている。